# 民主国民連合 (アルジェリア)
民主国民連合（みんしゅこくみんれんごう、アラビア語: التجمع الوطني الديمقراطي、フランス語: Rassemblement National Democratique、略称：RND）は、アルジェリアの政党。党首はタイイブ・ジトゥニ書記長。
1997年2月21日結成された。 2003年5月15日から17日にかけて第2回党大会が開催された。
2002年総選挙では得票率9.5パーセント、47議席を獲得した。2007年総選挙では、61議席を獲得した。
アブデルアジズ・ブーテフリカ政権時代の2005年には、かつての独裁政党民族解放戦線（FLN）と社会平和運動とともに大統領同盟と呼ばれる連立与党を形成した。
2008年6月23日、RND書記長のアフメド・ウーヤヒアが首相に任命された。
ブーテフリカの辞任後、 2019年4月に創設者の一人で元書記長のアブデルカデル・ベンサラーが大統領代行に就いた 。